# Wesley Verhoek
Wesley Verhoek (Leidschendam, 25 settembre 1986) è un ex calciatore olandese, di ruolo attaccante.